# 天津市滨海新区大港第一中学
天津市滨海新区大港第一中学，简称大港一中，创建于1982年7月，位于滨海新区港东新城世纪大道东288号:55。1984年9月正式建成，作为大港区创办的第一所中学而得名天津市大港区第一中学，隶属于大港区教育局:138-139。1984年，获评市级重点中学。2004年，成为天津市首批示范高中校。2009年，大港区撤销，组建滨海新区后，学校更名为天津市滨海新区大港第一中学。
目前，大港一中隶属于天津市滨海新区教育体育局，是天津市市级重点中学。